# Wimpole's Folly
La Wimpole's Folly si trova a Wimpole, villaggio e parrocchia civile nella contea del Cambridgeshire dell'Inghilterra, Regno Unito. Si tratta di un edificio stravagante e la sua costruzione risale al XVIII secolo.

## Storia

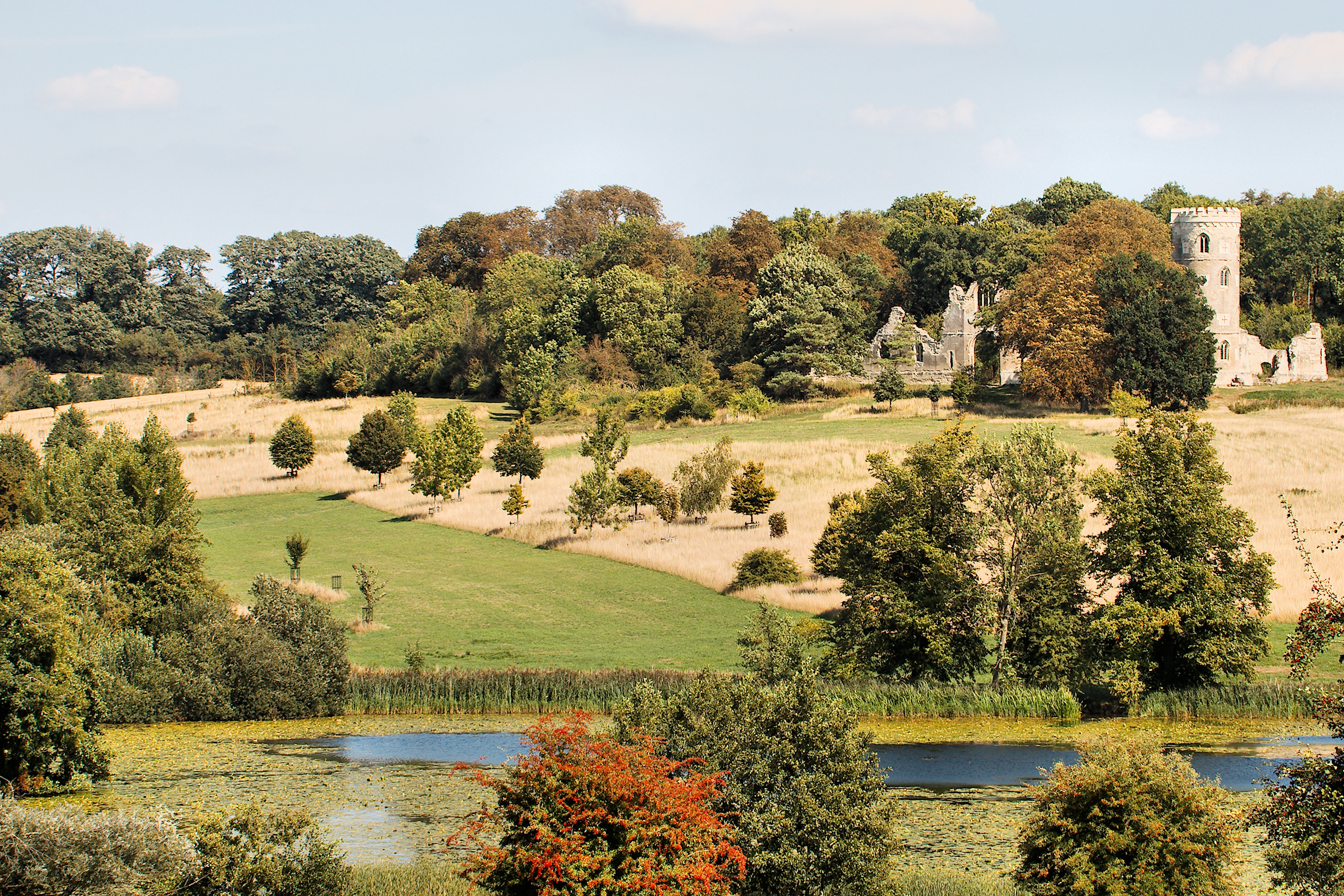
Wimpole's Folly all'interno del suo parco

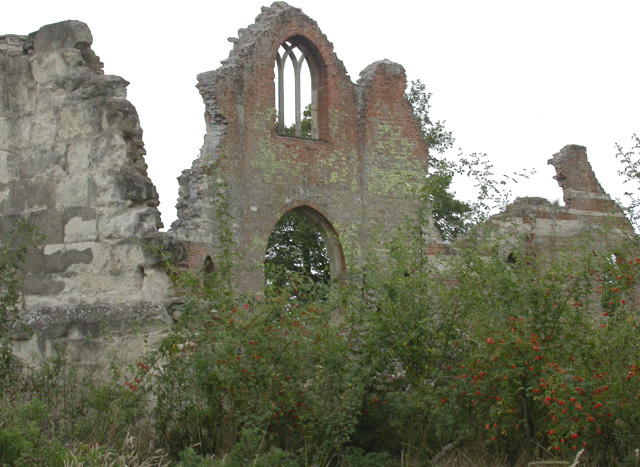
Particolare della struttura nel 2002, prima degli interventi di recupero

L'edificio in stile gotico fu costruito nel XVIII secolo nel parco di Wimpole Hall su progetto di Sanderson Miller e di James Essex. Voleva essere simile ad un castello in rovina per essere un'attrazione all'interno del paesaggio e un luogo di intrattenimento per la sua famiglia. Successivamente venne utilizzato come casa del guardiacaccia e occupata fino alla fine degli anni venti del XX secolo. Dopo anni di abbandono le sue condizioni divennero critiche e nel 2005 la situazione sembrava compromessa per la costante erosione atmosferica, il vandalismo e i problemi causati dai piccioni. La struttura venne chiusa ai numerosi visitatori del parco. In seguito il National Trust for Places of Historic Interest or Natural Beauty ha messo in atto il progetto della durata di un anno per urgenti lavori di conservazione e riparazione delle pareti della struttura e della torre con interventi strutturali. Sono stati così sistemati i pavimenti interni della torre, le merlature, le porte esterne, le finestre e la scala posteriore.
Uno degli obiettivi principali dell'intervento è stato quello di facilitare l'accesso del pubblico durante i lavori per promuovere la comprensione dell'edificio, della sua storia e del paesaggio attorno. Si sono realizzate visite guidate sul sito. I residenti locali sono stati coinvolti nelle attività quotidiane. La follia ha riaperto ed è diventata il centro di una serie di eventi educativi, ricreativi e celebrativi.

## Descrizione
Il castello fa parte di un ampio parco  che si trova a Wimpole nella contea del Cambridgeshire in Inghilterra. Si presenta in mattoni rossi con rivestimento in bugnato. Ha tre torri collegate da un muro di cinta. La torre centrale costituisce l'elemento di attrazione e si alza su quattro piani. Originariamente aveva un parapetto merlato e a mensola. Ogni piano ha finestre a due luci con traforo a Y in due archi centrali e luci ad anello a croce. Il muro di cinta ha sul lato ovest un'apertura d'ingresso originale con scudi araldici e una finestra a tre luci con traforo a Y sopra.

### Nella cultura di massa
Wimpole's Folly è stata presentata in una puntata di Slow Horses, serie televisiva statunitense e britannica.

### Bene tutelato come edificio storico
L'English Heritage ha classificato dal 22 novembre 1967 il Wimpole's Folly come edificio storico di secondo grado col numero 1317807.